# Veli Karahoda
Veli Karahoda, född 1968, är en albansk roman- och essäförfattare.

### Romaner
- Kështjella shqip e Kafkës, 1991
- Demonët, 2000
- Shtatë fjalët e fundit 2003

### Noveller
- Balsamuesit e luleve  1994
- Lukrecia 1995

### Lyrik
- Klepsidra e verdhë 1992
- Akademia e veshjes bukur 1993

### Essäer
- Panairi i kufomave 1992